# Lanzago
Lanzago è una frazione del comune di Silea in provincia di Treviso.

## Geografia fisica
Lanzago si presenta oggi come una grande appendice residenziale a nord di Silea, sviluppatosi oltre la SR "Postumia" e al confine con Treviso e Carbonera. La zona è completamente pianeggiante, con altitudini comprese tra gli 11 e i 13 m s.l.m. L'abitato è delimitato ad est dal fiume Melma, affluente del Sile.

## Storia
Reperti risalenti all'epoca romana testimoniano la presenza in quel tempo di un insediamento umano, favorito dalla vicinanza alla via Claudia Augusta.
Il toponimo, la cui origine non è nota, è attestato per la prima volta a proposito della Regula S. Pauli de Lançago. 
Nel suo territorio era presente un'antica chiesa, la Chiesa di San Paolo Apostolo, edificata nell'VIII secolo, come risulta da un'antica pergamena ritrovata nel XVIII secolo dallo storico Rambaldo degli Azzoni Avogadro. Accanto alla chiesa sorgeva anche un piccolo monastero. Tali edifici appartennero fin dalle origini ai monaci nonantolani cui succedettero dal 1467 i canonici regolari lateranensi.
Nel medioevo il villaggio decadde a causa delle disastrose piene del Melma e, più tardi, per le devastazioni della guerra della Lega di Cambrai. Lo spopolamento favorì la crescita della vicina San Floriano (odierna Olmi di San Biagio di Callalta).

## Monumenti e luoghi d'interesse

### Ca' "del Frate"
Era compresa nelle proprietà che i certosini del monastero di San Girolamo detennero dal 1378 sino alle soppressioni napoleoniche. I terreni si estendevano nella zona meridionale di Lanzago e finirono per formare una grangia, ovvero un'azienda agricola costituita da granai, cantine, stalle, magazzini e via dicendo.
Questo edificio, restaurato di recente, costituiva un alloggio per i frati. È formato da due corpi di fabbrica di altezze diverse, caratterizzati entrambi da un portico con archi a sesto ribassato. Si ritiene che la parte sinistra sia un ampliamento di fine Settecento, mentre quella destra risale al XIV secolo.

### Villa Avogadro degli Azzoni
Villa Azzoni Avogaro risale ai primi del Cinquecento. Costruita dagli Onigo, fu acquistata, nel 1639 da Fioravante degli Azzoni Avogadro che la ristrutturò radicalmente dandole l'attuale aspetto. Nel Settecento fu rimaneggiata dall'architetto Giannantonio Selva.